# Lotto-Eddy Merckx/1986
Deze pagina geeft een overzicht van de Lotto-Eddy Merckx wielerploeg in  1986.

## Algemene gegevens
Sponsors: Belgische Nationale Loterij, Eddy Merckx
Ploegleiders: Walter Godefroot, Patrick Lefevere
Fietsmerk: Eddy Merckx

## Renners
| Naam                    | Geboortedatum | Nationaliteit | Ploeg 1985                     |
| ----------------------- | ------------- | ------------- | ------------------------------ |
| Jan Baeyens             | 16-06-1957    | België        |                                |
| Carlo Bomans            | 10-06-1963    | België        | Neoprof                        |
| Michel Dernies          | 06-01-1961    | België        |                                |
| Jan Goessens            | 20-10-1962    | België        | Neoprof                        |
| Paul Haghedooren        | 11-10-1959    | België        |                                |
| Roger Ilegems           | 13-12-1962    | België        |                                |
| Jozef Lieckens          | 26-03-1959    | België        |                                |
| André Lurquin           | 27-08-1961    | België        | Tönissteiner-TW Rock-BASF-Humo |
| Rik Mannaerts           | 06-05-1964    | België        | Neoprof                        |
| Eric McKenzie           | 28-08-1958    | Nieuw-Zeeland |                                |
| Jan Nevens              | 26-08-1958    | België        | Kwantum Hallen-Yoko            |
| Patrick Onnockx         | 15-07-1959    | België        |                                |
| Noël Segers             | 21-12-1959    | België        | Tönissteiner-TW Rock-BASF-Humo |
| Marc Sergeant           | 16-08-1959    | België        |                                |
| Marc Somers             | 28-06-1961    | België        | Hitachi-Splendor               |
| Frank Van De Vijver     | 12-11-1962    | België        | Neoprof                        |
| Geert Van De Walle      | 06-12-1965    | België        | Neoprof                        |
| Willem Van Eynde        | 24-07-1960    | België        |                                |
| Ronny Van Holen         | 09-03-1959    | België        | Safir-Van de Ven               |
| Benjamin Van Itterbeeck | 16-04-1964    | België        | Neoprof                        |
| Franky Van Oyen         | 24-04-1962    | België        |                                |

## Overwinningen
| Ster van Bessèges 3e etappe: Marc Sergeant Le Samyn Patrick Onnockx Omloop der Vlaamse Ardennen Ichtegem Jozef Lieckens Driedaagse van De Panne 2e etappe: Jozef Lieckens Ronde van Romandië 6e etappe: Jan Nevens Belgisch kampioenschap wielrennen voor elite Marc Sergeant GP Fourmies Jozef Lieckens | Ronde van België 2e etappe: Carlo Bomans 5e etappe: Jozef Lieckens GP Jef Scherens Jozef Lieckens Kampioenschap van Vlaanderen Frank Van De Vijver Druivenkoers Overijse Marc Somers Binche-Doornik-Binche Ronny Van Holen |

1985 · 1986 · 1987 · 1988 · 1989 · 1990 · 1991 · 1992 · 1993 · 1994 · 1995 · 1996 · 1997 · 1998 · 1999 · 2000 · 2001 · 2002 · 2003 · 2004 · 2005 · 2006 · 2007 · 2008 · 2009 · 2010 · 2011 · 2012 · 2013 · 2014 · 2015 · 2016 · 2017 · 2018 · 2019 · 2020 · 2021 · 2022 · 2023 · 2024 · 2025